# Ajna
Ajna je šesta glavna čakra prema tradiciji joge i hinduizma. Zove se još čeona čakra ili i treće oko. U prijevodu, ajna znači znanje, spoznaja.

## Opis
Ajna čakra se nalazi na sredini čela iznad korijena nosa, između obrva. Dvije latice ajna čakre predstavljaju dva energetska kanala Ida i Pingala koji ju spajaju sa središnjim energetski kanalom Sušumna prije izdizanja krunske čakre Sahasrara. Na lijevoj latici se nalazi slog ham, a na desnoj latici je slog ksham, bija mantre za božanstva Šiva i Šakti.
Ajna se podrazumijeva kao čakra uma. Kada se nešto vidi u snu ili "okom uma", viđeno je zapravo Ajnom.
U Ajna čakri se nalazi božanstvo Ardhanarishvara kao hermafrodit Šive i Šakti, simbolizirajući dualnost subjekta i objekta, Šiva je tu kozmička svijest, a Šakti životna snaga. Još jedno božanstvo koje se nalazi u Ajni je Šakti Hakini, androgini bog koji predstavlja i muško i žensko. Dvije latice predstavljaju dualnost, a krug je praizvor bitka.
Duhovni razvoj, kundalini, na razini čeone čakre omogućuje intuitivnu spoznaju, viđenje stvarnosti nadvladane dualnosti, samospoznaju, sjedinjuju se intelekt i intucija, muško i žensko, nema dualnosti samo "prava" slika, svijest mira.
Smetnje u funkcioniranju čeone čakra se očituje kao strah, osjećaj besciljnosti i besmisla, nesposobnost koncentracije. Od potencijalnih fizičkih obilježja to su glavobolja, migrena i bolesti osjetilnih organa. Smetnje kod ajna čakre se obično manifestiraju u psihičkim bolestima i to depresija ili šizofrenija.

## Vježbe
U kundalini jogi različite vježbe stimuliraju Ajna čakru poput Trataka (neprekidno ustrajno "promatranje"), Shambhavi Mudra te neke Pranayama vježbe.

## Simbolizam
Ajna čakra povezana je sa sljedećim elementima:
- Bogovi: Šakti, Hakini i Paramašiva
- Element:  nema
- Boja: tamnoplava, indigoplava
- Mantra: OM, KSHAM
- Životinje:  nema
- Dijelovi tijela: mali mozak, živčani sustav, oči, uši, lice, endokrini sustav, nos
- Simbol: krug s dva krila.

## Alternativna imena
- Tantra: Ajita-Patra, Ajna, Ajna-Pura, Ajna-Puri, Ajnamhuja, Ajnapankaja, Bhru-Madhya, Bhru-Madhya-Chakra, Bhru-Madhyaga-Padma, Bhru-Mandala, Bhru-Mula, Bhru-Saroruha, Dwidala, Dwidala-Kamala, Dwidalambuja, Dwipatra, Jnana-Padma, Netra-Padma, Netra-Patra, Shiva-Padma, Triweni-Kamala
- Vede: Ajna, Baindawa-Sthana, Bhru Chakra, Bhruyugamadhyabila, Dwidala

## Vanjske poveznice
- Ajna čakra na adishakti.org
- Ajna čakra - položaj  Arhivirana inačica izvorne stranice od 27. rujna 2007. (Wayback Machine)